# The Parkinsons
The Parkinsons sind eine portugiesische Punkrock-/Garage-Rock-Band aus Coimbra, die 2000 in London gegründet wurde.

## Geschichte
Nach dem Ende der Punkabilly-Kultband Tédio Boys gingen Afonso, Victor Torpedo und Pedro Chau nach London. Sie rekrutierten zunächst Carlos Ferreira, dann den Schotten Chris Low für das Schlagzeug und gründeten 2000 dort die Parkinsons. Der Posten des Schlagzeugers sollte danach häufig wechseln (darunter u. a. der 2008 verstorbene Nick Sanderson, ex-Gun Club, ex-The Jesus and Mary Chain etc., 2017 kam der 11. Schlagzeuger in die Band).
Ihre Konzerte waren von sprühender Energie und Exzessen auf der Bühne gekennzeichnet und sorgten für Aufsehen beim Publikum und der Musikpresse. Fortan galten sie als die wesentliche Band, die die am Boden liegende Punkrock-Szene Londons wieder zum Leben erweckte. Es folgten eine Vielzahl Konzerte, Touren (u. a. 2003 nach Japan) und Festivals (u. a. Glastonbury Festival und Reading and Leeds Festivals), die Fachpresse und das Fernsehen berichtete, und erste Schallplatten erschienen. Wesentliches Merkmal der Band blieben jedoch ihre explosiven Klub-Konzerte, vor allem in Großbritannien.
Bis 2005 blieben sie vor allem in England als außergewöhnliche Live-Punkband bekannt, dann löste die Band sich auf.
Wiederkehrende Konzertanfragen und anhaltendes Interesse bewegten die Band 2011 dann zu einem Reunion-Konzert in ihrer Heimatstadt Coimbra, wohin einige Bandmitglieder zurückgekehrt waren. So hatte etwa Gitarrist und Songwriter Victor Torpedo sich hier wieder niedergelassen, die schottische Musikerin Tracy Vandal geheiratet und eine Solo-Karriere begonnen.
Es schlossen sich weitere Konzerte an und die Band nahm ihre Aktivität wieder auf, mit neuen Veröffentlichungen und regelmäßigen Konzerten, diesmal vor allem in Portugal.

## Diskografie
- 2002: Streets of London (7"EP und CD-EP, Fierce Panda Rec.)
- 2002: A Long Way to Nowhere (CD-Mini-Album, Fierce Panda Rec., Elevator (USA), 2016 als LP wiederveröffentlicht von Rastilho Records)
- 2004: Reason to Resist (CD-Album, Curfew Records, 2019 als LP wiederveröffentlicht von Lux Records)
- 2005: Up for Sale (7" EP, Wrench Records)
- 2012: Back to Life (Album, LP/CD, Garagem)
- 2013: City of Nothing / Some Fun (7" Single, Garagem)
- 2018: The Shape of Nothing to Come (Album, CD/LP, Rastilho Records)
- 2018: Chaputa!'s Double Feature Vol.3 (Doppel-7"Single, Split mit King Salami And The Cumberland Three, Chaputa! Records)
- 2018: Dog Collar / Talk to Us (7" Single, Rastilho Records)

Dazu kommen noch verschiedene Samplerbeiträge.